# Хабигхорст
Хабигхорст (нем. Habighorst) — община в Германии, в земле Нижняя Саксония.
Входит в состав района Целле. Подчиняется управлению Эшеде. Население составляет 785 человек (на 31 декабря 2010 года). Занимает площадь 15,84 км².
| Год  | Население |
| ---- | --------- |
| 1990 | 780       |
| 1995 | 796       |
| 2000 | 819       |
| 2005 | 817       |
| 2010 | 782       |